# Hygino Corsetti

Hygino Corsetti (1973)

Hygino Caetano Corsetti (* 26. Februar 1919 in Caxias do Sul; † 25. April 2004 in Rio de Janeiro) war ein brasilianischer Politiker.
Vom 30. Oktober 1969 bis 15. März 1974 war er Minister für Kommunikation im Kabinett von Präsident Emílio Garrastazu Médici. Während seiner Amtszeit wurde im Februar 1972 mit der Übertragung der Festa da Uva das Zeitalter des Farbfernsehens in Brasilien eingeläutet.